# 凯蒂·塞克斯顿
凯蒂·塞克斯顿（英語：Katy Sexton，1981年7月21日—），英国女子游泳运动员。她曾代表英格兰参加1998年、2002年和2006年英联邦运动会游泳比赛，获得一枚金牌和一枚铜牌。她也曾参加2000年和2004年夏季奥运会。